# MAN M90
MAN M90 – pojazd ciężarowy o średniej ładowności produkowany przez firmę MAN w latach 1988-1996. Ciężarówka była lekką wersją F90 i korzystała z tej samej kabiny. Całkowita waga poszczególnych wersji M90 wahała się od 12 do 18 ton.